# Колотов, Степан Митрофанович
Степа́н Митрофа́нович Ко́лотов (10 июля 1880, Слободский — 13 марта 1965, Киев) — советский математик, специалист в области начертательной геометрии, автор учебников для вузов. Доктор технических наук (1963), заслуженный деятель науки и техники УССР (1961).

## Биография
Преподавал курс начертательной геометрии в Институте народного хозяйства. Из известных учеников были: И. Ю. Каракис и другие.